# Качинська сільська рада
Качинська сільська рада — орган місцевого самоврядування у Камінь-Каширському районі Волинської області з адміністративним центром у с. Качин.

## Населені пункти
Сільській раді підпорядковані населені пункти:
- с. Качин
- с. Олександрія
- с. Ставище

## Населення
Згідно з переписом УРСР 1989 року чисельність наявного населення сільської ради становила 1340 осіб, з яких 629 чоловіків та 711 жінок.
За переписом населення України 2001 року в сільській раді мешкало 1260 осіб.

### Мова
Розподіл населення за рідною мовою за даними перепису 2001 року:
| Мова       | Відсоток |
| ---------- | -------- |
| українська | 99,76 %  |
| російська  | 0,16 %   |
| білоруська | 0,08 %   |

## Склад ради
Рада складається з 18 депутатів та голови.

## Керівний склад сільської ради
| ПІБ                          | Основні відомості                                                                                  | Дата обрання | Дата звільнення |
| ---------------------------- | -------------------------------------------------------------------------------------------------- | ------------ | --------------- |
| Войтюк Олександр Миколайович | Сільський голова, 1973 року народження, освіта                                                     | 26.03.2006   | 31.10.2010      |
| Войтюк Олександр Миколайович | Сільський голова, 1973 року народження, освіта вища, член Всеукраїнського об'єднання «Батьківщина» | 31.10.2010   |                 |

Примітка: таблиця складена за даними джерела